# 雇用・能力開発機構
独立行政法人雇用・能力開発機構（どくりつぎょうせいほうじんこよう・のうりょくかいはつきこう、英語: Employment and Human Resources Development Organization of Japan）は、雇用のセーフティネットとしての離職者訓練をはじめとする様々な職業訓練や、人材の能力向上のための助成金の支給などを行う厚生労働省所管の独立行政法人であったが、「独立行政法人雇用・能力開発機構法を廃止する法律」（平成23年法律第26号）の施行（2011年10月1日）により廃止。主要な施設・業務は独立行政法人高齢・障害・求職者雇用支援機構に移管され、一部の業務は国（都道府県労働局）、あるいは独立行政法人勤労者退職金共済機構に移管された。

## 事業の概要
雇用保険法で定められた雇用保険二事業を主に行っていた。
能力開発に関する業務
- 公共職業能力開発施設、職業能力開発総合大学校の設置運営、事業主などが行う職業訓練の援助、キャリア・コンサルティングなど

雇用開発に関する業務
- 雇用管理に関する相談等、中小企業の雇用創出や人材確保等のための助成金の支給や相談など

勤労者財産形成促進に関する業務
- 勤労者の財産形成の促進や生活安定のための各種資金の融資など

その他の業務
- 雇用促進住宅の廃止・譲渡業務、それまでの管理運営業務

## 基礎データ

### 本部所在地
- 神奈川県横浜市中区桜木町1丁目1-8 日石横浜ビル（複数フロア使用）

### 役職員
理事長
- 丸山誠（元日本電気株式会社取締役常務、顧問）

※2010年（平成22年）4月1日現在
役員
- 理事長（1名）
- 理事（3名、うち、厚生労働省出向者1名、野村證券出身者1名（元・津市立一身田中学校長）、独立行政法人雇用・能力開発機構出身者1名）
- 監事（2名、うち、積水化学工業出身者1名、ユー・エス・ジェイ取締役1名（非常勤））

※2010年（平成22年）4月1日現在
職員数
- 総数：3,588名

※2010年（平成22年）4月1日現在

## 沿革

### 年表
- 1957年（昭和32年）7月 - 労働者災害補償保険の保険施設および失業保険の福祉施設の設置および運営により労働者の福祉の増進を目的とする労働福祉事業団（現・独立行政法人労働者健康福祉機構[6]）が設立される[7]。
- 1959年（昭和34年）12月 - 炭鉱離職者の再就職および生活の安定を目的とする炭鉱離職者援護会が設立される[8]。
- 1961年（昭和36年）7月1日 - 労働者の技能習得、技能向上、雇用促進、福祉増進、就職援助、経済発展を目的とする雇用促進事業団（労働省所管の特殊法人）が設立され[9]、労働福祉事業団の失業保険福祉施設事業、および炭鉱離職者援護会の事業を引き継ぐ。
- 1969年（昭和44年）7月1日 - 雇用促進事業団に職業研究所が設置される[10]（後に雇用職業総合研究所に改称[11]）。
- 1990年（平成2年）1月1日 - 雇用職業総合研究所が日本労働研究機構（労働省所管の特殊法人、旧・日本労働協会、現・独立行政法人労働政策研究・研修機構）に移管され、日本労働研究機構研究所（現・独立行政法人労働政策研究・研修機構労働政策研究所）となる。
- 1999年（平成11年）10月1日 - 雇用促進事業団の廃止に伴い、労働者の職業能力開発、職業能力向上、雇用開発、雇用安定、福祉増進、経済発展を目的とする雇用・能力開発機構（厚生労働省所管の特殊法人）が設立される[12]。
- 2004年（平成16年）3月1日 - 雇用・能力開発機構の廃止に伴い、労働者の職業能力開発、職業能力向上、雇用開発、雇用安定、福祉増進、経済発展、勤労者の生活安定を目的とする独立行政法人雇用・能力開発機構（厚生労働省所管の独立行政法人）が設立される[13]。
- 2011年（平成23年）4月27日 - 「独立行政法人雇用・能力開発機構法を廃止する法律」（平成23年法律第26号）[14] が公布される。
- 2011年（平成23年）10月1日 - 「独立行政法人雇用・能力開発機構法を廃止する法律」（平成23年法律第26号）の施行により、独立行政法人雇用・能力開発機構は解散。

### 「雇用促進事業団」以前

#### 職業訓練の始まりと労働福祉事業団の設立
1947年（昭和22年）の職業安定法に基づき、都道府県は失業対策のための施設として職業補導所（1958年（昭和33年）の旧職業訓練法により一般職業訓練所に改称。現在の職業能力開発校）の設置・運営を開始した。1953年（昭和28年）には、雇用情勢の好転に支えられた失業保険積立金の運用収入を財源に、国は、総合職業補導所（1955年（昭和30年）より失業保険法に基づく福祉施設。旧職業訓練法により総合職業訓練所に改称。現在の職業能力開発促進センター、職業能力開発大学校、職業能力開発短期大学校）の設立を全国で開始した。当初、総合職業補導所の運営は都道府県に任されていたが、1957年（昭和32年）に設立された労働福祉事業団に移管された。1961年（昭和36年）4月には、職業訓練指導員の養成等を目的とする中央職業訓練所（失業保険法に基づく福祉施設。現在の職業能力開発総合大学校）が労働福祉事業団により設置された。

#### エネルギーの転換と炭鉱離職者援護会の設立
一方、1950年代はエネルギー源が石炭中心から石油中心へと変わる転換期であり、三井三池争議（〜1960年）の発生に見られるように炭鉱の合理化への反発や大勢の離職者が発生した。そこで1959年（昭和34年）に炭鉱離職者臨時措置法に基づく炭鉱離職者援護会が設立され、炭鉱離職者に対して再就職及び生活の安定に関する援護を行うことになった。

### 「雇用促進事業団」時代

#### 雇用促進事業団の設立
1961年（昭和36年）7月に雇用促進事業団法に基づき設立された雇用促進事業団は、総合職業訓練所や中央職業訓練所等の失業保険法に基づく福祉施設に関する業務を労働福祉事業団から引き継ぐとともに、炭鉱離職者援護会の一切の業務を引き継いだ。これにより、労働福祉事業団の目的からは「失業保険の福祉施設の設置及び運営」が削られ、炭鉱離職者援護会は解散となった。
その後、炭鉱離職者への支援の役割が低下する一方で、高度成長時代における公共職業訓練への期待の高まりにより、雇用促進事業団が設置する失業保険法に基づく福祉施設（現在の雇用保険法及び職業能力開発促進法に基づく公共職業能力開発施設、並びに職業能力開発総合大学校）は規模を拡大した。

#### 雇用福祉事業に基づく勤労者福祉施設と雇用促進住宅
雇用促進事業団法第十九条第四号において「広域職業紹介活動に係る公共職業安定所の紹介により就職する者（以下「移転就職者」という。）のための宿舎の設置及び運営を行なうこと。」、第五号において「労働者のための教養、文化、体育又はレクリエーションの施設その他の福祉施設の設置及び運営を行うこと。」と規定されていた。また、2007年（平成19年）改正前の雇用保険法第六十四条（雇用福祉事業）の第一号において「就職に伴いその住居を移転する者のための宿舎を設置し、及び運営すること。」、第三号において「教養、文化、体育又はレクリエーションの施設その他の福祉施設を設置し、及び運営すること。」と規定されていた。これらに基づき、雇用促進事業団は設立以来、勤労者福祉施設と雇用促進住宅（移転就職者用宿舎）を全国に設置・運営してきた。勤労者福祉施設は、1981年（昭和56年）をピークに合計2070箇所 が整備された。雇用促進住宅（移転就職者用宿舎）は、2006年（平成18年）8月末現在で、全国に1,532住宅、3,838棟、141,722戸が存在している。

#### 身体障害者の雇用対策
雇用促進事業団は、1970年代から1980年代にかけて、心身障害者（身体障害者）の雇用対策にも重点をおいていた。心身障害者の職業適性を検定し、職業安定所と連携して就職支援を図る施設として東京に心身障害者職業センターを設置し（1972年（昭和47年）3月）、1974年度までに全国5箇所、1981年度には全47都道府県への設置を完了した。しかし、身体障害者のための施設の設置及び運営を一元的に行う必要性から身体障害者雇用促進法が改正され、1988年（昭和63年）4月1日に、心身障害者職業センターは、日本障害者雇用促進協会（現・独立行政法人高齢・障害・求職者雇用支援機構）に移管された。この際、心身障害者職業センターは、地域障害者職業センターと名称変更されている。1988年（昭和63年）4月1日に、労働福祉事業団から移管されたせき髄損傷者職業センターは、「独立行政法人整理合理化計画」（平成19年12月24日閣議決定） において、廃止が決定された。

#### 地域の職業訓練振興策
1978年（昭和53年）に職業訓練法が改正され、国は地域職業訓練センターを設置できることになった。そこで雇用促進事業団は、1979年（昭和54年）以降、全国に地域職業訓練センターを設置し、各地域の職業訓練法人や自治体等に運営を委託した。2005年（平成17年）の時点で、全国の82箇所に設置されている。地域職業訓練センターは、中小企業に対する人材育成対策の一つに位置付けられており、2008年版中小企業白書 においても、その設置及び運営を推進するものとされている。

#### 情報処理技術者不足に対する雇用対策
情報処理技術者不足に対する雇用対策として労働省の「情報処理技術者等養成施設に関する基本方針」（1987年（昭和62年））を受けて、雇用促進事業団は、1988年（昭和63年）から1991年（平成3年）にかけて全国に15校の情報処理技能者養成施設（コンピュータ・カレッジ）を設置し、地元自治体や商工団体、関連企業等からなる職業訓練法人等に運営を委託した。しかし2000年（平成12年）から2008年（平成20年）にかけて4校が閉校され、2008年4月の時点で運営されている施設は11校である。認定職業訓練による職業訓練施設として、基本情報技術者等の資格取得を目指す普通職業訓練（高卒者を対象、2年制）が実施されている。

### 「雇用・能力開発機構」時代

#### 雇用・能力開発機構の設立
「特殊法人等の整理合理化について」（平成9年6月6日閣議決定） に基づき、雇用促進事業団を廃止した上で、新たな特殊法人として雇用・能力開発機構が1999年に設立された。新法人の主な機能は、中小企業の雇用創出や雇用管理の改善等のための支援を行う「雇用開発」、及び、離職者等に対する訓練や高度な人材育成による「能力開発」の2点とされた。また、これまで雇用促進事業団が行ってきた業務のうち、雇用促進住宅（移転就職者用宿舎）及び勤労者福祉施設の新設を行わないこととされた。

#### 独立行政法人化
「特殊法人等整理合理化計画」（平成13年12月19日閣議決定） において、雇用・能力開発機構の独立行政法人化と、以下のように事業の廃止、限定等が定められた。能力開発に関しては、在職者訓練は真に高度なもののみに限定し、職業能力開発大学校は学生の自己負担の増額等費用負担の在り方の見直しと民間外部講師の活用や民間委託の拡大を図り、離職者訓練はその地域において民間では実施できないもののみに限定することとされた。さらに、勤労者福祉施設の廃止期限を明確にして自己収入で運営費さえ賄えない施設を早期廃止すること、雇用促進住宅（移転就職者用宿舎）はできるだけ早期に廃止すること、雇用促進融資業務を廃止すること、及び、各種助成金業務を見直すこととされた。また、海外職業訓練の業務を廃止し、民間に移管することとされた。
この閣議決定を受けて、特殊法人等の廃止・民営化等の具体的措置が「特殊法人等整理合理化計画」に則ったものになっているかどうかをフォローアップすることを目的として、特殊法人等改革推進本部参与会議 が設置された。2002年（平成14年）9月11日に開催された第2回の参与会議において、樫谷隆夫参与は、行革断行評議会 による「雇用・能力開発機構の廃止・解体による民業活性化案について」 を提出し、議題とされた。この案において行革断行評議会は、雇用・能力開発機構の即刻廃止、解体を提案した。
以上を経て、特殊法人としての雇用・能力開発機構は廃止され、2004年（平成16年）3月1日に独立行政法人雇用・能力開発機構が設立された。

### 「独立行政法人雇用・能力開発機構」時代

#### 雇用福祉事業の廃止
2007年（平成19年）改正前の雇用保険法では、雇用保険三事業（雇用安定事業、能力開発事業、雇用福祉事業）が規定されていたが、「雇用保険法等の一部を改正する法律」（平成19年4月23日法律第30号）により雇用福祉事業が廃止され、雇用保険事業は二事業に改正された。ただし、雇用福祉事業のうちの一部の業務は、暫定雇用福祉事業として、期間を限定した上で、独立行政法人雇用・能力開発機構（及び独立行政法人高齢・障害者雇用支援機構）が行うものとされた。
この法改正及び「特殊法人等整理合理化計画」に従い、雇用福祉事業として設置されていた勤労者福祉施設は、2005年（平成17年）度までに全ての施設が譲渡または廃止された。同じく雇用福祉事業として設置された雇用促進住宅（移転就職者用宿舎）は、2021年（令和3年）度までに住宅の譲渡等を完了させるために、2008年（平成20年）現在、地方公共団体や民間への売却が進められている一方で、運営を委託されている財団法人雇用振興協会は、勤労者への入居紹介、入居申し込みの受付等の管理・運営業務を引き続き行っている。

#### 独立行政法人雇用・能力開発機構の廃止への経緯

##### 閣議決定「独立行政法人整理合理化計画」
「独立行政法人整理合理化計画」（平成19年12月24日閣議決定） において、「法人形態の在り方については、雇用のセーフティネットとしての職業能力開発施設の設置・運営業務について、ものづくり分野を重点に、
地域の民間では実施していないものに特化するとの観点から、その必要性について評価を行い、その結果を踏まえ、法人自体の存廃について1年を目途に検討を行う。」とされた。これをうけて、2008年（平成20年）に厚生労働省では「雇用・能力開発機構のあり方検討会」、行政改革推進本部では「行政減量・効率化有識者会議」 において検討され、同年12月10日、舛添要一厚生労働大臣と甘利明行政改革担当大臣は、機構を廃止して職業訓練業務を高齢・障害者雇用支援機構と希望があれば都道府県に移管し、一方、「私のしごと館」を廃止・売却することに合意した。

##### 閣議決定「雇用・能力開発機構の廃止について」
「雇用・能力開発機構の廃止について」（平成20年12月24日閣議決定） において、独立行政法人雇用・能力開発機構を廃止し、職業能力開発業務は独立行政法人高齢・障害者雇用支援機構に移管し、その他の業務は独立行政法人勤労者退職金共済機構等に移管するとされた。雇用促進住宅は、民間等への譲渡・廃止までの間、暫定的に、関連する独立行政法人に移管するとされた。以上は、2010年（平成22年）度末までを目途に必要な法制上の措置を講ずるものとされ、それまでに実施可能な事項については、速やかに実行に着手することとされた。独立行政法人高齢・障害者雇用支援機構に移管後の職業能力開発業務の運営においては、主に3点の改革が明示された。第一は、厚生労働省と経済産業省の法定協議による、国の産業政策・中小企業政策等との連携強化、第二は、中小企業等や労働者の代表（運営委員会）による運営への参画、第三は、無駄の排除等のための第三者委員会の設置である。
「独立行政法人雇用・能力開発機構法を廃止する法律」（平成23年4月27日法律第26号）の施行（2011年（平成23年）10月1日）による独立行政法人雇用・能力開発機構の解散に伴い、職業能力開発業務及び宿舎等業務に係る権利及び義務はその時における独立行政法人高齢・障害・求職者雇用支援機構（2011年4月現在の独立行政法人高齢・障害者雇用支援機構）に承継されることになった。

## 設置施設

### 運営施設
2011年10月1日に独立行政法人雇用・能力開発機構は廃止され、各運営施設は同日より独立行政法人高齢・障害・求職者雇用支援機構に移管された。

#### サービス提供窓口
- 都道府県センター：47箇所[注 4]。本機構廃止後は、独立行政法人高齢・障害・求職者雇用支援機構の職業訓練支援センターとなった。

#### 指導員訓練の施設
- 職業能力開発総合大学校：1校[注 5]

#### 公共職業能力開発施設
以下の施設の独立行政法人雇用・能力開発機構廃止後の移管については、2014年（平成26年）3月31日までの間に、都道府県が希望して受け入れ条件が整う場合に限り、都道府県に移管される。
- 職業能力開発促進センター：61箇所
- 高度職業能力開発促進センター：1箇所
- 職業能力開発大学校：10校
  - 附属職業能力開発短期大学校：12校[注 6]
- 職業能力開発短期大学校：1校[注 7]

### 運営委託施設
2011年10月1日に独立行政法人雇用・能力開発機構は廃止され、以下の施設は同日より独立行政法人高齢・障害・求職者雇用支援機構に移管された。
- 雇用促進住宅（財団法人雇用振興協会に運営を委託）

### 過去に運営していた施設
- 私のしごと館（2010年3月31日に廃止）
- 職業能力開発総合大学校起業・新分野展開支援センター（2010年3月31日に廃止）
- 職業能力開発総合大学校関西起業・新分野展開支援センター（2010年3月31日に廃止）
- 九州職業能力開発大学校起業・新分野展開支援スポット（2010年3月31日に廃止）
- 北海道センター起業・新分野展開支援スポット（2010年3月31日に廃止）
- 雇用職業総合研究所（独立行政法人労働政策研究・研修機構に移管）
- 廃止された公共職業能力開発施設
  - 生涯職業能力開発促進センター（2009年3月31日に廃止）
  - 関東職業能力開発大学校水戸短期校（跡地は茨城県職業人材育成センターとして利用）
  - 佐賀職業能力開発促進センター伊万里分所（2004年に佐賀県伊万里市が購入）
  - 岩手職業能力開発促進センター釜石分所（跡地は職業訓練法人釜石職業訓練協会釜石高等職業訓練校片岸校として利用されたが、2011年3月11日発生の東日本大震災により被災し、その後、建屋は解体され施設は廃止となった）
  - 山形職業能力開発促進センター新庄分所
  - 和歌山職業能力開発促進センター日高分所（跡地は和歌山県多目的スポーツグラウンド、職業訓練法人中紀技能訓練協会 中紀地域職業訓練センター（和歌山県から雇用・能力開発機構に貸付後に同協会に運営委託））
  - 山口職業能力開発促進センター小野田分所（跡地は山口県山陽小野田市、雇用能力開発支援センター）
  - 大分職業能力開発促進センター宇佐分所
  - 福井職業能力開発促進センター小浜分所（2010年3月31日に廃止）
- ヤングジョブスポット（2008年3月31日に全施設閉鎖）
- 心身障害者職業センター（1988年4月1日に独立行政法人高齢・障害者雇用支援機構に移管）
- せき髄損傷者職業センター（1988年4月1日に独立行政法人高齢・障害者雇用支援機構に移管）

### 過去に運営委託していた施設
- 地域職業訓練センター（地域の職業訓練法人等に運営を委託、独立行政法人雇用・能力開発機構の業務としては2011年3月31日廃止）
- 情報処理技能者養成施設（地域の職業訓練法人等に運営を委託、独立行政法人雇用・能力開発機構の業務としては2011年3月31日廃止）
- 国際能力開発支援センター（財団法人海外職業訓練協会に運営を委託、2010年9月30日廃止）
- 勤労者福祉施設（2005年度までに全施設廃止または譲渡）
  - 秋田テルサ（→財団法人秋田市勤労者福祉振興協会）
  - 福島テルサ（→福島市、財団法人福島市振興公社）
  - 清水テルサ（→静岡市、東部勤労者福祉センター）
  - 京都テルサ（→財団法人京都府民総合交流事業団）
  - 新潟テルサ（→新潟市、財団法人新潟勤労者福祉振興協会）
  - 山形テルサ（→山形市、山形勤労者総合福祉センター山形テルサ）
  - 仙台サンプラザ（→財団法人仙台勤労者職業福祉センター）
  - 中野サンプラザ（→株式会社中野サンプラザ）
  - 名古屋サンプラザ（→中央出版株式会社に譲渡。2020年9月30日閉館）
  - 広島サンプラザ（→財団法人広島勤労者職業福祉センター）
  - スパウザ小田原（→ヒルトン小田原リゾート&スパ、小田原市、ヒルトン）
  - 伊勢志摩いこいの村大王（2001年に営業終了、2003年に三重県大王町（現・志摩市）が購入）[28]
  - いこいの村佐渡

## 助成金・財産形成支援・融資制度

### 助成金

#### 一般の事業主に対する助成金
事業主を対象に、2011年9月時点で、人材確保や雇用管理の改善等を支援するための各種の助成事業は以下のとおりであった。
中小企業基盤人材確保助成金
新分野進出や生産性向上等の経営基盤強化のための人材を雇用した場合に、賃金の一部を助成する制度である。一般的な労働者の雇用には30万円/人、基盤となる人材の雇用には140万円/人を助成する。
キャリア形成促進助成金
従業員への職業訓練等を実施した場合あるいは技能検定等の職業能力評価を行った場合に、要した経費の一部を助成する（前者は訓練等支援給付金、後者は職業能力評価推進給付金）。
中小企業雇用創出等能力開発助成金
高度な人材確保や新分野進出等のために従業員への職業訓練を実施した場合に、経費や賃金の一部を助成する。
中小企業人材確保推進事業助成金
協同組合等の中小企業団体が、その構成者の中小企業に対して人材確保や職場定着のための調査や指導等を行った場合に、要した費用の2/3を助成する。

#### 建設の事業主に対する助成金
2011年9月時点で、建設関係の各種の助成事業は以下のとおりであった。
建設教育訓練助成金
建設事業主や事業主団体が、建設労働者の技能向上を図るために、能力開発のための経費や労働者の賃金の一部を助成する。
建設教育訓練助成金（建設業人材育成支援-経費助成）
建設事業主団体が、将来の建設業を支える人材の育成、確保を図るための事業計画について、設定した数値目標達成のために必要な事業を実施した場合の助成金を支給する。
建設雇用改善推進助成金
中小建設事業主が、建設労働者の雇用改善のための取り組みを行った場合に、経費や賃金の一部を助成する。
建設雇用改善推進助成金
建設業の事業主団体が、労働者の技能向上や雇用管理の改善を図るために、設定した数値目標に必要な事業を実施した場合に助成金を支給する。

#### 助成金不正受給問題
助成金制度については、その不正受給が問題となっており、全国で詐欺事件が相次いでいる。例えば、佐世保重工業株式会社による約6億7,200万円の助成金不正受給事件 については、2002年（平成14年）7月17日の厚生労働委員会でも問題にされた。この問題に関し、第155回国会（臨時会）の参議院審議（平成11年度及び平成12年度決算に対する議決、平成14年12月11日）において、『県及び雇用・能力開発機構における審査及び調査が不十分であった』とし、『政府は、雇用失業情勢の悪化に伴い雇用保険の重要性が増している中、このような多額の不正受給等が発生したことを重く受け止め、審査の厳格化、実地調査の充実、適切な制度設計等により雇用保険3事業の適正な実施に万全を期すべきである。』と内閣に対して警告した。他に、日本経済新聞社東京本社販売局の元社員らによる約510万円の助成金詐欺事件、西宮市の託児施設の実質経営者による約1,250万円の助成金詐取事件、暴力団幹部らによる約808万円の助成金詐取事件 などが報道された。捜査を担当した北海道警中央警察署は、「助成金を申請した会社を、開発機構がもっと厳しく審査すれば、未然に防げるはずだ」と述べている。

#### 業務の移管
「雇用・能力開発機構の廃止について」（平成20年12月24日閣議決定） において、「雇用管理に関する相談・援助・助成金業務は、都道府県労働局の業務と一体的に処理する。」とされた。これを受けて、2011年10月1日より、雇用管理・助成金業務は、国（都道府県労働局）に移管された。

### 勤労者財産形成促進制度
財形制度を導入している会社の勤労者が貯蓄したり持ち家取得する場合に、国が税制上の援助を行う制度である。「財形持家転貸融資」（住宅ローン、2011年7月時点で5年間固定金利制1.38%）、「財形貯蓄」、「財形教育融資」（2011年7月時点で金利1.93%固定）の3制度がある。

#### 業務の移管
「雇用・能力開発機構の廃止について」（平成20年12月24日閣議決定） において、「財形住宅融資業務は独立行政法人勤労者退職金共済機構へ移管し、財形教育融資業務は廃止する。」とされた。これを受けて、2011年10月1日より、財形教育融資は廃止され、その他の財産形成促進業務は勤労者退職金共済機構へ移管された。

### 技能者育成資金制度
優れた技能者を育成するために、公共職業能力開発施設及び職業能力開発総合大学校の学生、訓練生を対象とした融資制度であったが、平成22年度末に終了した。平成23年度以降は、厚生労働省による技能者育成資金融資制度が創設された。